# Trillium ludovicianum
Trillium ludovicianum là một loài thực vật có hoa trong họ Melanthiaceae. Loài này được Harb. miêu tả khoa học đầu tiên năm 1901.